# Mordellistena subpellucida
Mordellistena subpellucida là một loài bọ cánh cứng trong họ Mordellidae. Loài này được Lea miêu tả khoa học năm 1929.